# Sangue sulla sabbia
Sangue sulla sabbia è il primo libro della serie I racconti di mezzanotte di Nick Shadow, uno dei pseudonimi usati dallo scrittore inglese Allan Frewin Jones.

## Trama
I fratelli John e Sara, di tredici e dodici anni, passano ogni anno, in estate, in vacanza al medesimo posto, abbandonato e noioso; decidono così di partecipare alla gara annuale di sculture di sabbia, nonostante John sia scettico, in quanto certo che avrebbero perso contre il Sabbioso, un vecchio del posto che ogni anno realizza bellissime e realistiche sculture. I due fratelli pensano allora di andare a spiare nella tenda dell'uomo per anticiparsi di cosa avrebbe costruito quell'anno. Mettendo in atto il loro piano, scoprono delle sculture rappresentanti animali marini; Sara tocca il tentacolo di una piovra, e la sabbia si sbriciola, mostrando della vera carne dell'animale. Inizialmente il fratello non crede al racconto della sorella; poi però si ricordano entrambi che l'anno prima il Sabbioso aveva partecipato e vinto alla gara con una statua rappresentante Rumenta, un cagnolino che viveva in quel luogo, e l'animale era successivamente sparito. Quella notte, cercando nei pressi della casa del Sabbioso, trovano quelli che sembrano resti di Rumenta e di un asino, altro soggetto di una precedente scultura. Il giorno dopo tentano di smascherare l'uomo, ma il sindaco e i direttori della gara non gli credono, pensando stiano cercando di imbrogliarlo per invidia. Rimasti soli con il Sabbioso, quest'ultimo offre ai fratelli di aiutarlo a costruire una scultura, e lui gli avrebbe lasciato il premio; i due bambini accettano entusiasti, ma l'uomo trasforma loro stessi in statue di sabbia e cemento; immobilizzati, non gli resta altro che osservare i genitori congratularsi con il Sabbioso e allontanarsi.